# ヴィルヘルム・フルトヴェングラー (学者)
ヴィルヘルム・フルトヴェングラー（ドイツ語：Wilhelm Furtwängler、1809年11月10日 - 1875年3月8日）は、ドイツの古典文献学者、ギムナジウム教師。フライブルク近郊のギューテンバッハ生まれ。フライブルクで死去。

## 生涯

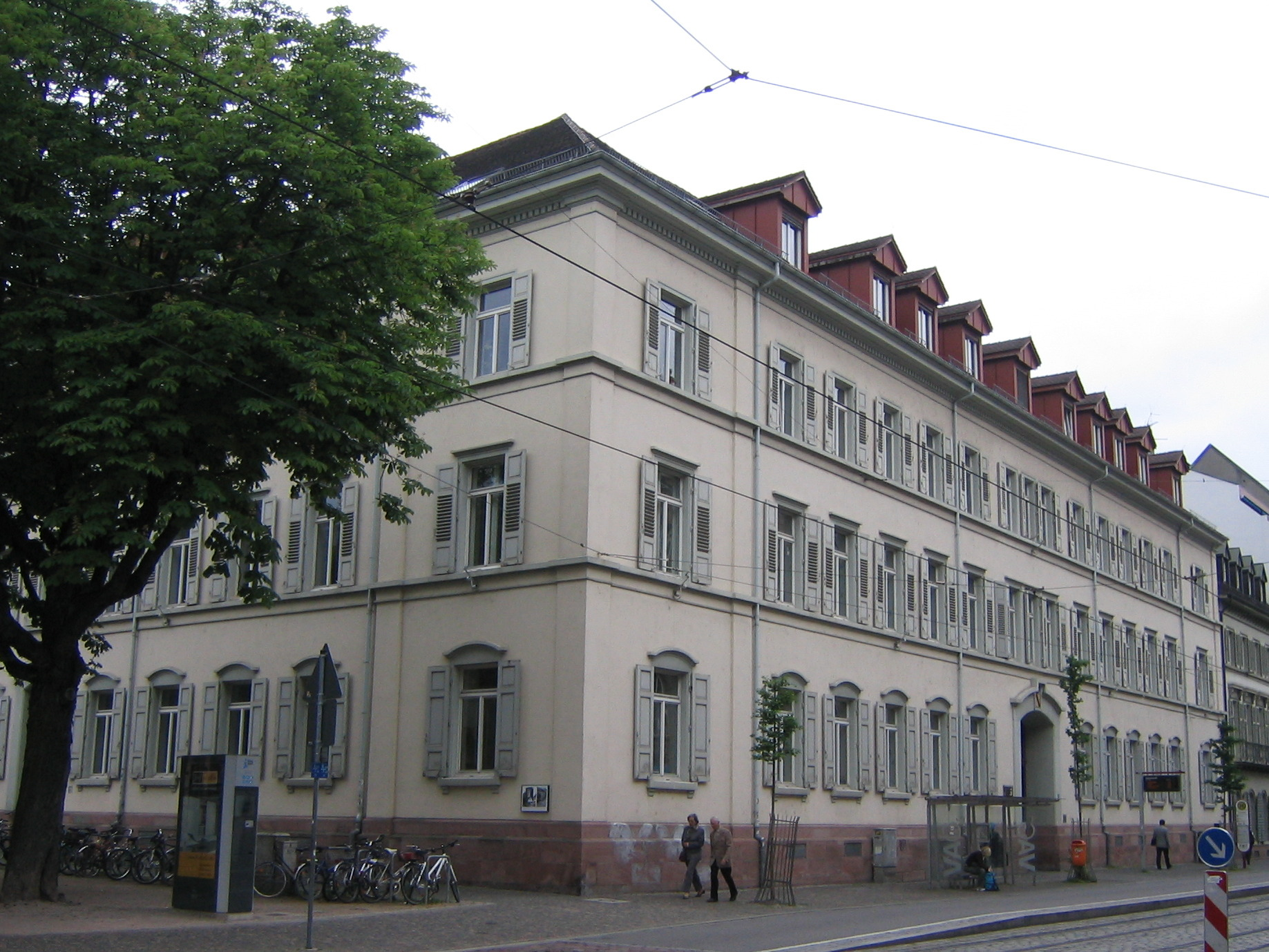
フライブルク地方裁判所の隣にあるヴィルヘルム・フルトヴェングラーの住宅、息子アドルフの生家。

フルトヴェングラー一族の一人で、父は運送業者で農家のバルトロメウス・フルトヴェングラー（1772年 - 1845年）。兄はオルガン製造業者のフィリップ・フルトヴェングラー（1800年 - 1867年）。
フライブルクのギムナジウムを修了後、最初の数年間はフライブルク大学で神学を学ぶが、後に古代学へと転向した。ミュンヘン大学に移ってから文献学者のフリードリヒ・ティールシュの下で古代学の勉学を続け、卒業後の1834年、ティールシュの紹介も受けてギリシャの軍事大臣ヴィルヘルム・フォン・ル・シュイール (Wilhelm von Le Suire) の家庭教師・通訳として働いた。このときに、古代ギリシャの文化財を学ぶ貴重な機会を得た。ギリシャでの勤務に続いてイタリアを旅行し、1835年、ドイツへ帰国した。
1836年、国家試験を受験し、コンスタンツの教師となり、1838年、教授に昇格した。同じ年にクリスティアーネ（旧姓シュミット）と結婚。
1841年、ハイデルベルクの「フリードリヒ選帝侯ギムナジウム」へ転勤し、この地でいずれも文献学者のヨハン・クリスティアン・フェリックス・ベールやフリードリヒ・クロイツァーと知己を得た。
1844年、マンハイムへ、続いて1848年、再びコンスタンツへと転勤し、翌1849年、最初の著作『馬に乗るカローン』を出版した。
1852年、母校であるフライブルクのギムナジウムの教師となり、1863年、経営陣に加わった。その後、ギリシャ文学・ギリシャ神話に関する著作を数多く出版し、1868年、ギムナジウムの校長に昇格した。
息子は、考古学者のアドルフ・フルトヴェングラー（1853年 - 1907年）、商人のロベルト・ヘルマン・ヘンリー・フルトヴェングラー（1855年 - 1924年）。アドルフの子で指揮者のヴィルヘルム・フルトヴェングラー（1886年 - 1954年）は孫に当たる。

## 著作
- Der reitende Charon. Eine mythologische Abhandlung. 2 Hefte. Stadler, Konstanz 1849/1850 (Programm des Grossherzoglichen Lyceums und der Höhern Bürgerschule in Constanz)(『馬に乗るカローン：神話学論文』、1849/50年、全2冊). （ドイツ語）
- Die Idee des Todes in den Mythen und Kunstdenkmälern der Griechen. Friedrich Wagner, Freiburg im Breisgau 1855 (Digitalisat). 2. Auflage 1860(『ギリシャの神話と芸術文化財における死の観念』、1855年), mit einem Anhang: Die wichtigsten Vorstellungen der Griechen über den Zustand der Seele nach dem Tode im Verhältniß zum Wissen und Glauben der Gegenwart (Digitalisat)(捕逸『死後の魂の状態に関するギリシャ人による最も重要な考え方：現代の知識水準・信仰と比較して』). （ドイツ語）
- Die Siegesgesänge des Pindaros in einer Auswahl nach den wesentlichen Gesichtspunkten erklärt. Friedrich Wagner, Freiburg im Breisgau 1859 (Digitalisat)(『ピンダロスの勝利の歌』、1859年). （ドイツ語）
- Festrede, gehalten am 4. Januar 1866 bei Eröffnung des neuen Lyceumsbaues. Entwicklungsgang und Aufgabe der Anstalt. Wangler, Freiburg im Breisgau 1866(『記念演説：1866年1月4日、フライブルク・ギムナジウムの新校舎の落成を記念して』、1866年). （ドイツ語）
- Nekrolog Prof. Dr. Carl Grieshaber: gest. 20. Dez. 1866. Wangler, Freiburg im Breisgau 1867(『カール・グリースハーバー教授の追悼に寄せる献辞：1866年12月20日没』、1867年). （ドイツ語）